# Miconia
Miconia är ett släkte av tvåhjärtbladiga växter. Miconia ingår i familjen Melastomataceae.

## Dottertaxa tillMiconia, i alfabetisk ordning[1]
- Miconia abbreviata
- Miconia abeggii
- Miconia abysmophila
- Miconia acalephoides
- Miconia acanthocoryne
- Miconia acinodendron
- Miconia acreana
- Miconia acuminata
- Miconia acuminifera
- Miconia acunae
- Miconia acutifolia
- Miconia acutipetala
- Miconia adenocalyx
- Miconia adinantha
- Miconia adrienii
- Miconia aenigmatica
- Miconia aequatorialis
- Miconia aeruginosa
- Miconia aggregata
- Miconia aguirrei
- Miconia aguitensis
- Miconia alainii
- Miconia alata
- Miconia albertii
- Miconia albicans
- Miconia albiviridis
- Miconia alborosea
- Miconia alborufescens
- Miconia aligera
- Miconia aliquantula
- Miconia alloeotricha
- Miconia alpestris
- Miconia alpina
- Miconia alternans
- Miconia alternifolia
- Miconia altissima
- Miconia alypifolia
- Miconia amabilis
- Miconia amacurensis
- Miconia amambayensis
- Miconia amazonica
- Miconia amblyandra
- Miconia amilcariana
- Miconia amissa
- Miconia amnicola
- Miconia amoena
- Miconia ampla
- Miconia amplexicaulis
- Miconia amplinodis
- Miconia ancistrophora
- Miconia andersonii
- Miconia anderssonii
- Miconia andreana
- Miconia androsaemifolia
- Miconia angelana
- Miconia anisophylla
- Miconia annulata
- Miconia antioquiensis
- Miconia apiculata
- Miconia aplostachya
- Miconia aponeura
- Miconia appendiculata
- Miconia aprica
- Miconia araguensis
- Miconia arbutifolia
- Miconia archeri
- Miconia argentea
- Miconia argyraea
- Miconia argyrophylla
- Miconia aristata
- Miconia ascendens
- Miconia asclepiadea
- Miconia aspergillaris
- Miconia asperrima
- Miconia asplundii
- Miconia aspratilis
- Miconia astroplocama
- Miconia astrotricha
- Miconia atrofusca
- Miconia atropilis
- Miconia augustii
- Miconia aulocalyx
- Miconia aurea
- Miconia aureoides
- Miconia auritinoda
- Miconia avia
- Miconia axinaeoides
- Miconia ayacuchensis
- Miconia aymardii
- Miconia bailloniana
- Miconia bangii
- Miconia baracoensis
- Miconia barbeyana
- Miconia barbinervis
- Miconia barbipilis
- Miconia barclayana
- Miconia barkeri
- Miconia basilensis
- Miconia baumgratziana
- Miconia bella
- Miconia beneolens
- Miconia benoistii
- Miconia benthamiana
- Miconia bernardii
- Miconia berryi
- Miconia biacuta
- Miconia biappendiculata
- Miconia bifaria
- Miconia biformis
- Miconia biglandulosa
- Miconia biglomerata
- Miconia bilopezii
- Miconia bipatrialis
- Miconia biperulifera
- Miconia bisulcata
- Miconia blakeaefolia
- Miconia bolivarensis
- Miconia boliviensis
- Miconia boomii
- Miconia bordoncilloana
- Miconia borjensis
- Miconia boxii
- Miconia brachyanthera
- Miconia brachybotrya
- Miconia brachycalyx
- Miconia brachygyna
- Miconia bracteata
- Miconia bracteolata
- Miconia brasiliensis
- Miconia brenesii
- Miconia breteleri
- Miconia brevipes
- Miconia brevis
- Miconia brevistylis
- Miconia brevitheca
- Miconia brittonii
- Miconia brunnea
- Miconia bubalina
- Miconia bucherae
- Miconia budlejoides
- Miconia bullata
- Miconia buntingii
- Miconia burchellii
- Miconia buxifolia
- Miconia cabucu
- Miconia cacatin
- Miconia cacumina
- Miconia caelata
- Miconia caerulea
- Miconia caesariata
- Miconia caesia
- Miconia cajanumana
- Miconia calignosa
- Miconia calocoma
- Miconia calophylla
- Miconia calvescens
- Miconia calycina
- Miconia campanensis
- Miconia campestris
- Miconia campii
- Miconia canaguensis
- Miconia cannabina
- Miconia capitellata
- Miconia capixaba
- Miconia carassana
- Miconia carnea
- Miconia carpishana
- Miconia carvalhoana
- Miconia castaneiflora
- Miconia castillensis
- Miconia castrensis
- Miconia cataractae
- Miconia caucana
- Miconia caudata
- Miconia caudiculata
- Miconia caudigera
- Miconia cauingia
- Miconia cautis
- Miconia cazaletii
- Miconia celaquensis
- Miconia centrodesma
- Miconia centrodesmoides
- Miconia centronioides
- Miconia centrophora
- Miconia centrosperma
- Miconia ceramicarpa
- Miconia cerasiflora
- Miconia cercophora
- Miconia cernua
- Miconia chaetodon
- Miconia chamissois
- Miconia chapensis
- Miconia chartacea
- Miconia chinantlana
- Miconia chionophila
- Miconia chiriquiensis
- Miconia chlorocarpa
- Miconia choriophylla
- Miconia chrysocoma
- Miconia chrysoneura
- Miconia chrysophylla
- Miconia ciliaris
- Miconia ciliata
- Miconia cinchonaefolia
- Miconia cinerascens
- Miconia cinerea
- Miconia cinnamomifolia
- Miconia cionotricha
- Miconia cipoensis
- Miconia cladonia
- Miconia clathrantha
- Miconia cleefii
- Miconia clivorum
- Miconia clypeata
- Miconia codonostigma
- Miconia coelestis
- Miconia collatata
- Miconia collayensis
- Miconia colliculosa
- Miconia coloradensis
- Miconia commutata
- Miconia comosa
- Miconia compressa
- Miconia compressicaulis
- Miconia comptifolia
- Miconia concinna
- Miconia condylata
- Miconia confertiflora
- Miconia conformis
- Miconia coniophora
- Miconia contrerasii
- Miconia cookii
- Miconia corallina
- Miconia corazonica
- Miconia cordata
- Miconia cordifolia
- Miconia coriacea
- Miconia cornifolia
- Miconia coronata
- Miconia coronifera
- Miconia correae
- Miconia corymbiformis
- Miconia cosangensis
- Miconia costaricensis
- Miconia cowanii
- Miconia crassifolia
- Miconia crassinervia
- Miconia crassipes
- Miconia crassistigma
- Miconia crebribullata
- Miconia cremadena
- Miconia cremophylla
- Miconia cretacea
- Miconia crinita
- Miconia crocata
- Miconia crocea
- Miconia cruenta
- Miconia cuatrecasae
- Miconia cubatanensis
- Miconia cubensis
- Miconia cundinamarcensis
- Miconia cuneata
- Miconia cuprea
- Miconia curta
- Miconia cuspidata
- Miconia cuspidatissima
- Miconia cutucuensis
- Miconia cyanocarpa
- Miconia cyathanthera
- Miconia danielii
- Miconia dapsiliflora
- Miconia dasyclada
- Miconia decipiens
- Miconia decurrens
- Miconia delicatula
- Miconia demissifolia
- Miconia densifolia
- Miconia denticulata
- Miconia depauperata
- Miconia desmantha
- Miconia desportesii
- Miconia diaphanea
- Miconia dichroa
- Miconia dichrophylla
- Miconia dielsiana
- Miconia dielsii
- Miconia difficilis
- Miconia dioica
- Miconia dipsacea
- Miconia discolor
- Miconia dispar
- Miconia dissimulans
- Miconia dissita
- Miconia dissitiflora
- Miconia dissitinervia
- Miconia divaricata
- Miconia divergens
- Miconia divisoriana
- Miconia dodecandra
- Miconia dodsonii
- Miconia dolichopoda
- Miconia dolichorrhyncha
- Miconia domingensis
- Miconia donaeana
- Miconia doriana
- Miconia dorsaliporosa
- Miconia dorsiloba
- Miconia duckei
- Miconia dudleyi
- Miconia dumetosa
- Miconia dunstervillei
- Miconia dura
- Miconia ecostata
- Miconia egensis
- Miconia egregia
- Miconia eichleri
- Miconia elaeodendron
- Miconia elaeoides
- Miconia elata
- Miconia elegans
- Miconia elongata
- Miconia elvirae
- Miconia emendata
- Miconia eremita
- Miconia eriocalyx
- Miconia erioclada
- Miconia eriodonta
- Miconia ernstii
- Miconia erosa
- Miconia espinosae
- Miconia eugenioides
- Miconia expansa
- Miconia explicita
- Miconia falcata
- Miconia fallax
- Miconia fanshawei
- Miconia fasciculata
- Miconia favosa
- Miconia ferreyrae
- Miconia ferruginata
- Miconia ferruginea
- Miconia filamentosa
- Miconia firma
- Miconia fissa
- Miconia flaccida
- Miconia flammea
- Miconia flavescens
- Miconia floccosa
- Miconia floribunda
- Miconia fluminensis
- Miconia formosa
- Miconia fosbergii
- Miconia fosteri
- Miconia foveolata
- Miconia fragilis
- Miconia fragrans
- Miconia francavillana
- Miconia friedmaniorum
- Miconia frontinoana
- Miconia fruticulosa
- Miconia fuertesii
- Miconia fuliginosa
- Miconia fulvostellata
- Miconia funckii
- Miconia furfuracea
- Miconia galactantha
- Miconia gentryi
- Miconia gibba
- Miconia gigantea
- Miconia gilva
- Miconia glaberrima
- Miconia glabrata
- Miconia glandulifera
- Miconia glandulistyla
- Miconia glaucescens
- Miconia glazioviana
- Miconia gleasoniana
- Miconia globulifera
- Miconia globuliflora
- Miconia glomerata
- Miconia glomerulifera
- Miconia glutinosa
- Miconia glyptophylla
- Miconia gonioclada
- Miconia goniostigma
- Miconia gossypina
- Miconia goudotii
- Miconia gracilis
- Miconia grandidentata
- Miconia grandiflora
- Miconia gratissima
- Miconia grayana
- Miconia grayumii
- Miconia griffisii
- Miconia grisea
- Miconia grossidentata
- Miconia guaiquinimae
- Miconia guatemalensis
- Miconia guayaquilensis
- Miconia hadrophylla
- Miconia hamata
- Miconia harlingii
- Miconia haughtii
- Miconia heliotropoides
- Miconia hematostemon
- Miconia hemenostigma
- Miconia herpetica
- Miconia herrerae
- Miconia herzogii
- Miconia heterochaeta
- Miconia heteromera
- Miconia heterothrix
- Miconia heterotricha
- Miconia hexamera
- Miconia hexapetala
- Miconia hirsutivena
- Miconia hirta
- Miconia hirtella
- Miconia histothrix
- Miconia holosericea
- Miconia hondurensis
- Miconia hookeriana
- Miconia hospitalis
- Miconia howardiana
- Miconia huanucensis
- Miconia huberi
- Miconia huigrensis
- Miconia hutchisonii
- Miconia hyemalis
- Miconia hygrophila
- Miconia hylophila
- Miconia hymenanthera
- Miconia hyperprasina
- Miconia hypioides
- Miconia hypoleuca
- Miconia ibaguensis
- Miconia ibarrae
- Miconia icosandra
- Miconia idiogena
- Miconia idroboi
- Miconia igniaria
- Miconia iluensis
- Miconia imbricata
- Miconia imitans
- Miconia impetiolaris
- Miconia inaequalifolia
- Miconia inaequidens
- Miconia inamoena
- Miconia inanis
- Miconia incachacana
- Miconia inconspicua
- Miconia incurva
- Miconia ingens
- Miconia innata
- Miconia insueta
- Miconia insularis
- Miconia intricata
- Miconia ioneura
- Miconia irwinii
- Miconia iteophylla
- Miconia jahnii
- Miconia japuraensis
- Miconia javorkaeana
- Miconia jefensis
- Miconia jentaculorum
- Miconia jimenezi
- Miconia jitotolana
- Miconia johnwurdackiana
- Miconia jucunda
- Miconia juruensis
- Miconia jörgensenii
- Miconia kappleri
- Miconia kavanayensis
- Miconia klotzschii
- Miconia klugii
- Miconia koepckeana
- Miconia kollmannii
- Miconia kraenzlinii
- Miconia kriegeriana
- Miconia krugii
- Miconia labiakiana
- Miconia lacera
- Miconia lachnoclada
- Miconia laciniata
- Miconia laeta
- Miconia laetivirens
- Miconia laevigata
- Miconia laevipilis
- Miconia lagunensis
- Miconia lambayequensis
- Miconia lamprarrhena
- Miconia lamprophylla
- Miconia lanata
- Miconia lanceolata
- Miconia lanuginosa
- Miconia lappacea
- Miconia larensis
- Miconia lasiocalyx
- Miconia lasiostyla
- Miconia lasseri
- Miconia latecrenata
- Miconia lateriflora
- Miconia latifolia
- Miconia latistigma
- Miconia lauriformis
- Miconia laurina
- Miconia laxa
- Miconia leandroides
- Miconia lechleri
- Miconia ledifolia
- Miconia lehmannii
- Miconia leiotricha
- Miconia lenticellata
- Miconia lepidota
- Miconia leptantha
- Miconia leucocarpa
- Miconia licrophora
- Miconia liebmannii
- Miconia liesneri
- Miconia ligulata
- Miconia ligustrina
- Miconia ligustroides
- Miconia lilacina
- Miconia limitaris
- Miconia lithophila
- Miconia littlei
- Miconia livida
- Miconia lonchophylla
- Miconia longibracteata
- Miconia longicuspidata
- Miconia longicuspis
- Miconia longifolia
- Miconia longiracemosa
- Miconia longisepala
- Miconia longisetosa
- Miconia longispicata
- Miconia loretensis
- Miconia loreyoides
- Miconia lourteigiana
- Miconia loxensis
- Miconia luciana
- Miconia lucida
- Miconia lugonis
- Miconia lugubris
- Miconia lundellii
- Miconia lurida
- Miconia luteola
- Miconia lutescens
- Miconia luteynii
- Miconia lymanii
- Miconia macayana
- Miconia macbrydeana
- Miconia macrantha
- Miconia macrodon
- Miconia macrothyrsa
- Miconia macrotis
- Miconia madisonii
- Miconia madrensis
- Miconia magdalenae
- Miconia maguirei
- Miconia majalis
- Miconia malatestae
- Miconia manauara
- Miconia mandonii
- Miconia manicata
- Miconia mansfeldiana
- Miconia mapirensis
- Miconia marginata
- Miconia mariae
- Miconia markgrafii
- Miconia maroana
- Miconia martiniana
- Miconia martinicensis
- Miconia matthaei
- Miconia mattogrossensis
- Miconia maximiliana
- Miconia maximowicziana
- Miconia mazanana
- Miconia mazatecana
- Miconia mcvaughii
- Miconia media
- Miconia mediocris
- Miconia medusa
- Miconia megalantha
- Miconia melanotricha
- Miconia melinonis
- Miconia mellina
- Miconia membranacea
- Miconia mendoncae
- Miconia meridensis
- Miconia mesmeana
- Miconia metallica
- Miconia mexicana
- Miconia micayana
- Miconia michelangeliana
- Miconia micrantha
- Miconia micropetala
- Miconia milesmorganii
- Miconia militis
- Miconia mimica
- Miconia minuta
- Miconia minutiflora
- Miconia miocarpa
- Miconia mirabilis
- Miconia mituana
- Miconia mocquerysii
- Miconia modica
- Miconia moensis
- Miconia molesta
- Miconia molinopampana
- Miconia mollicula
- Miconia mollis
- Miconia molybdea
- Miconia monciona
- Miconia monzoniensis
- Miconia moorei
- Miconia morii
- Miconia mornicola
- Miconia mourae
- Miconia mulleola
- Miconia multiflora
- Miconia multiglandulosa
- Miconia multinervia
- Miconia multiplinervia
- Miconia multispicata
- Miconia muricata
- Miconia mutabilis
- Miconia mutisiana
- Miconia myriantha
- Miconia myrtillifolia
- Miconia namandensis
- Miconia nambyquarae
- Miconia napoana
- Miconia nasella
- Miconia navioensis
- Miconia neblinensis
- Miconia nematophora
- Miconia neriifolia
- Miconia nervosa
- Miconia neurotricha
- Miconia nigricans
- Miconia nigripes
- Miconia nitida
- Miconia nitidissima
- Miconia nobilis
- Miconia nodosa
- Miconia notabilis
- Miconia novemnervia
- Miconia nubicola
- Miconia nutans
- Miconia nystroemii
- Miconia obconica
- Miconia obliqua
- Miconia oblongifolia
- Miconia obovata
- Miconia obscura
- Miconia obtusa
- Miconia ochracea
- Miconia octopetala
- Miconia oellgaardii
- Miconia oinochrophylla
- Miconia oldemanii
- Miconia oligantha
- Miconia oligocephala
- Miconia oligotricha
- Miconia ombrophila
- Miconia onaensis
- Miconia onychocalyx
- Miconia opacifolia
- Miconia oraria
- Miconia orcheotoma
- Miconia oreogena
- Miconia orescia
- Miconia organensis
- Miconia osaensis
- Miconia ossaeifolia
- Miconia ottikeri
- Miconia ovalifolia
- Miconia ovata
- Miconia pachydonta
- Miconia pachyphylla
- Miconia paeminosa
- Miconia pailasana
- Miconia paleacea
- Miconia paludigena
- Miconia pandurata
- Miconia paniculata
- Miconia papillosa
- Miconia paradisica
- Miconia paradoxa
- Miconia parvifolia
- Miconia paspaloides
- Miconia pastazana
- Miconia pastoensis
- Miconia paucidens
- Miconia paupercula
- Miconia pausana
- Miconia pavoniana
- Miconia pedicellata
- Miconia peltata
- Miconia pendula
- Miconia penduliflora
- Miconia penicillata
- Miconia penningtonii
- Miconia pennipilis
- Miconia pentlandii
- Miconia pepericarpa
- Miconia perelegans
- Miconia pergamentacea
- Miconia perijensis
- Miconia pernettifolia
- Miconia perobscura
- Miconia persicariaefolia
- Miconia perturbata
- Miconia peruviana
- Miconia petersonii
- Miconia petroniana
- Miconia petropolitana
- Miconia phaeochaeta
- Miconia phaeophylla
- Miconia phaeotricha
- Miconia phanerostila
- Miconia phlebodes
- Miconia pichinchensis
- Miconia picinguabensis
- Miconia pilaloensis
- Miconia pileata
- Miconia pilgeriana
- Miconia piperifolia
- Miconia pisinna
- Miconia pisinniflora
- Miconia pittieri
- Miconia platypoda
- Miconia plena
- Miconia plethorica
- Miconia plukenetii
- Miconia plumifera
- Miconia poecilantha
- Miconia poeppigii
- Miconia polita
- Miconia polyandra
- Miconia polychaeta
- Miconia polygama
- Miconia polyneura
- Miconia polytopica
- Miconia poortmannii
- Miconia popayanensis
- Miconia porphyrotricha
- Miconia pozoensis
- Miconia prancei
- Miconia prasina
- Miconia prasinifolia
- Miconia prietoi
- Miconia procumbens
- Miconia prominens
- Miconia protuberans
- Miconia pseudoaplostachya
- Miconia pseudocapsularis
- Miconia pseudocentrophora
- Miconia pseudoeichleri
- Miconia pseudonervosa
- Miconia pseudoradula
- Miconia pseudorigida
- Miconia psychrophila
- Miconia pterocaulon
- Miconia pteroclada
- Miconia puberula
- Miconia pubicalyx
- Miconia pubipetala
- Miconia pujana
- Miconia pulchra
- Miconia pulgari
- Miconia pulverulenta
- Miconia pulvinata
- Miconia punctata
- Miconia punctibullata
- Miconia punicea
- Miconia puracensis
- Miconia purulensis
- Miconia pusilliflora
- Miconia pustulata
- Miconia pycnoneura
- Miconia pyramidalis
- Miconia pyrifolia
- Miconia quadrangularis
- Miconia quadrialata
- Miconia quadrifolia
- Miconia quadripora
- Miconia quintuplinervia
- Miconia rabenii
- Miconia racemifera
- Miconia racemosa
- Miconia radula
- Miconia radulaefolia
- Miconia ramboi
- Miconia rava
- Miconia ravenii
- Miconia reburrosa
- Miconia reclinata
- Miconia recondita
- Miconia reducens
- Miconia reflexipila
- Miconia regelii
- Miconia remotiflora
- Miconia renneri
- Miconia resima
- Miconia resimoides
- Miconia reticulata
- Miconia retusa
- Miconia rhodantha
- Miconia rhombifolia
- Miconia rhonhofiae
- Miconia rhytidophylla
- Miconia rigens
- Miconia rigida
- Miconia rigidissima
- Miconia rimachii
- Miconia rimalis
- Miconia rimbachii
- Miconia riparia
- Miconia rivalis
- Miconia rivetii
- Miconia robinsoniana
- Miconia robustissima
- Miconia roraimensis
- Miconia rosea
- Miconia rotundifolia
- Miconia rubens
- Miconia rubiginosa
- Miconia rubricans
- Miconia rufa
- Miconia rufescens
- Miconia ruficalyx
- Miconia rufipila
- Miconia rufiramea
- Miconia rufostellulata
- Miconia rugifolia
- Miconia rugosa
- Miconia ruizii
- Miconia ruizteranii
- Miconia rupestris
- Miconia rupticalyx
- Miconia rusbyana
- Miconia russea
- Miconia sagotiana
- Miconia saldanhae
- Miconia salebrosa
- Miconia salicifolia
- Miconia saltuensis
- Miconia samanensis
- Miconia sanctiphilippi
- Miconia sandemanii
- Miconia sanguinea
- Miconia santanana
- Miconia santaremensis
- Miconia santaritensis
- Miconia sarmentosa
- Miconia sastrei
- Miconia savannarum
- Miconia saxatilis
- Miconia saxicola
- Miconia scabra
- Miconia schippii
- Miconia schlechtendalii
- Miconia schlimii
- Miconia schnellii
- Miconia schunkei
- Miconia schwackei
- Miconia sciurea
- Miconia sclerophylla
- Miconia scutata
- Miconia secunda
- Miconia secundiflora
- Miconia secundifolia
- Miconia selleana
- Miconia sellowiana
- Miconia semisterilis
- Miconia seposita
- Miconia septentrionalis
- Miconia serialis
- Miconia serrulata
- Miconia sessilifolia
- Miconia seticaulis
- Miconia setosa
- Miconia setosociliata
- Miconia setulosa
- Miconia shaferi
- Miconia shattuckii
- Miconia shepherdii
- Miconia silicicola
- Miconia silverstonei
- Miconia simplex
- Miconia sintenisii
- Miconia skeaniana
- Miconia smaragdina
- Miconia smithii
- Miconia sneidernii
- Miconia sodiroi
- Miconia solmsii
- Miconia sordida
- Miconia sparrei
- Miconia spatellophora
- Miconia speciosa
- Miconia spennerostachya
- Miconia sphagnicola
- Miconia spicellata
- Miconia spichigeri
- Miconia spinulidentata
- Miconia spinulosa
- Miconia spireaefolia
- Miconia splendens
- Miconia sprucei
- Miconia squamulosa
- Miconia staminea
- Miconia staphidioides
- Miconia steinbachii
- Miconia stelligera
- Miconia stellulata
- Miconia stenobotrys
- Miconia stenocardia
- Miconia stenophylla
- Miconia stenostachya
- Miconia stenourea
- Miconia stephananthera
- Miconia sterilis
- Miconia stevensiana
- Miconia steyermarkii
- Miconia stipitata
- Miconia stipularis
- Miconia striata
- Miconia strigosa
- Miconia stylosa
- Miconia suaveolens
- Miconia subalpina
- Miconia subandicola
- Miconia subcompressa
- Miconia subcordata
- Miconia subglabra
- Miconia submacrophylla
- Miconia suborbicularis
- Miconia subsessilifolia
- Miconia subsimplex
- Miconia subspicata
- Miconia subulipetala
- Miconia subvernicosa
- Miconia sulcata
- Miconia summa
- Miconia superba
- Miconia superposita
- Miconia sylvatica
- Miconia symplocoidea
- Miconia tabayensis
- Miconia tacanensis
- Miconia tachirensis
- Miconia talamancensis
- Miconia tamana
- Miconia tenensis
- Miconia tentaculifera
- Miconia tenuis
- Miconia tephrodes
- Miconia tepicana
- Miconia terborghii
- Miconia terera
- Miconia ternatifolia
- Miconia tetragona
- Miconia tetrandra
- Miconia tetrasperma
- Miconia tetraspermoides
- Miconia tetrastoma
- Miconia tetrazygioides
- Miconia thaminantha
- Miconia theizans
- Miconia thomasiana
- Miconia thyrsiflora
- Miconia thysanophylla
- Miconia tiliifolia
- Miconia tillettii
- Miconia tinifolia
- Miconia tiri
- Miconia titanophylla
- Miconia tixixensis
- Miconia tomentosa
- Miconia tonduzii
- Miconia toroi
- Miconia tovarensis
- Miconia traillii
- Miconia transversa
- Miconia trianae
- Miconia triangularis
- Miconia tricaudata
- Miconia trichogona
- Miconia trichophora
- Miconia trichotoma
- Miconia trimera
- Miconia trinervia
- Miconia triplinervis
- Miconia tristis
- Miconia trujillensis
- Miconia truncata
- Miconia tschudyoides
- Miconia tuberculata
- Miconia tubulosa
- Miconia tuckeri
- Miconia tuerckheimii
- Miconia tunicata
- Miconia turgida
- Miconia turquinensis
- Miconia ulmarioides
- Miconia umbriensis
- Miconia umbrosa
- Miconia undata
- Miconia uninervis
- Miconia urbaniana
- Miconia urceolata
- Miconia uribei
- Miconia urophylla
- Miconia urticoides
- Miconia uvida
- Miconia uvifera
- Miconia vaccinioides
- Miconia wagneri
- Miconia valerioana
- Miconia valida
- Miconia vallensis
- Miconia walterjudii
- Miconia valtheri
- Miconia vargasii
- Miconia warmingiana
- Miconia weberbaueri
- Miconia weddellii
- Miconia velutina
- Miconia venulosa
- Miconia verrucosa
- Miconia versicolor
- Miconia vesca
- Miconia vestita
- Miconia victorinii
- Miconia vilhenensis
- Miconia willdenowii
- Miconia villonacensis
- Miconia violacea
- Miconia virescens
- Miconia viscidula
- Miconia vismioides
- Miconia vitiflora
- Miconia vittata
- Miconia wittii
- Miconia wolfei
- Miconia voronovii
- Miconia woytkowskii
- Miconia wurdackii
- Miconia xenotricha
- Miconia yatuensis
- Miconia zamorensis
- Miconia zanonii
- Miconia zarucchii
- Miconia zemurrayana
- Miconia zubenetana